# Абрагамсон Артур Адольфович
Арту́р Адо́льфович Абрага́мсон (*3 березня 1854 — †13 червня 1924) — український фахівець у галузі будівництва, архітектор, інженер, громадський діяч єврейського походження.

## Біографія

### Дитинство і навчання
Народився 3 березня 1854 року у Одесі у сім’ї доктора медицини, дійсного статського радника, дворянина Адольфа Бернардовича Абрагамсона. 
Онук лікаря і громадського діяча Бернарда Абрагамсона та письменника Осипа Рабиновича.
З 1860 по 1868 рік — навчався у Другій одеській гімназії.
З 1868 по 1872 — на фізико-математичному факультеті Імператорського Новоросійського університету в Одесі. 
З 1872 по 1876 рік — на інженерному відділенні Цюрихського політехнікуму, де захистив диплом інженера.
Повернувшись додому, вирішив вивчити специфіку інженерно-технічної галузі Російській імперії. Для чого з 1877 до 1879 рік — навчався в Санкт-Петербурзькому інституті інженерів шляхів сполучення. Відмінне навчання дозволило йому з другого курсу вчитися на кошти держави.
Працював на будівництві залізниць у Швейцарії.

### Робота у Києві
У 1882 році на інженера звернув увагу начальник Південно-Західної залізниці Сергій Вітте і запросив його на службу до Залізничного управління. З того часу Абрагамсон поселився у Києві і працював в управлінні Південно-Західної залізниці: у 1887 — став начальником технічного відділу, у 1904 — начальником служби шляхів і споруд. 
Під його наглядом споруджена київська трамвайна мережа та єлизаветградський трамвай.
Водночас, брав активну участь у громадському і науковому житті Києва. Зокрема, входив до складу міської комісії з каналізації і став одним з ініціаторів будівництва — у 1894 році — централізованої міської мережі каналізації. У 1898 році — очолив Київське товариство швидкої медичної допомоги, що у 1902 році заснувало (третю у Російській імперії — після Варшави та Лодзі) медичну станцію порятунку (Абрагамсон надав власні кошти на придбання санітарних карет із кіньми). Сприяв становленню Київського політехнічного інституту (співавтор його першого статуту — керувався прикладом організації Цюрихського політехнікуму). Висунув ідею і взяв безпосередню участь у побудові фунікулера у 1902–1905 роках (автор проєкту електричного линвового підйому).
Серед реалізованих архітектурних проєктів — будинок Міжнародного банку на розі Хрещатика та Інститутської (не зберігся).
У 1881 році разом з інженером Олександром Бородіним заснував технічний журнал «Инженер», який почав виходити друком з 1882 року. Після смерті головного редактора журналу, Олександра Бородіна, у 1898 році — Міністр внутрішніх справ затвердив Абрагамсона на посаду другого редактора. Згодом Київське відділення Імператорського Російського Технічного товариства придбало у вдови Олександра Бородіна право на видавництво журналу та запросило для відповідального редагування статського радника Абрагамсона. Обов’язки головного редактора журналу він виконував з 1908 по 1917 рік.
Із численних наукових праць Абрагамсона, присвячених залізничній техніці та міському технічному господарству, найвагоміші: «Електричні контрольні прилади для залізниць», «Зрівняльні прилади на залізничних мостах» та «Міські залізниці, їх сучасне значення, розвиток та майбутнє» (остання — опублікована у журналі «Инженеръ» у березні 1895 року).
У 1900 році був комісаром російського залізничного відділу на Всесвітній виставці в Парижі. Уряд Франції високо оцінив заслуги Абрагамсона на цій виставці і нагородив його Орденом Почесного легіону.

### Москва і Париж
У 1910 році, у зв’язку з переведенням на Північну залізницю, виїхав до Москви.
5 липня 1912 року Інвалідний будинок для залізничних службовців і робітників у Москві перетворили на Будинок імператора Олександра ІІ. Член Правління товариства Московсько-Казанської залізниці Абрагамсон увійшов до складу Комітету зі справ цього будинку.
22 листопада 1914 року у Москві освятили лазарет інженерів шляхів сполучення на 250 ліжок. Абрагамсон очолив комітет лазарету.
У 1918 році — емігрував до Франції, де продовжував займатися інженерною роботою і громадськими справами в середовищі інженерів. Був членом Спілки російських інженерів у Франції та Закордонної Ради приватних залізниць в Росії. У 1923 році, на першому з'їзді російських інженерів в Парижі, обраний товаришем голови президії Федерації Союзів російських інженерів за кордоном.
Помер 13 червня 1924 року у Парижі. Похований там само.

## Архітектурна діяльність
Київ:
- будинок Міжнародного банку на розі Хрещатика та Інститутської (не зберігся)
- Київський фунікулер (у співавторстві)